# Ixeridium sonchifolium
Ixeridium sonchifolium là một loài thực vật có hoa trong họ Cúc. Loài này được (Maxim.) C.Shih mô tả khoa học đầu tiên năm 1993.